# Røven fuld af penge 2
Røven fuld af penge 2 (eng: Caddyschack II) er en amerikansk komediefilm fra 1988 instrueret af Allan Arkush og skrevet af Harold Ramis. Filmen har bl.a. Chevy Chase og Dan Aykroyd på rollelisten. Røven fuld af penge 2 er en efterfølger til Røven fuld af penge fra 1980.

## Medvirkende
- Jackie Mason
- Randy Quaid
- Dan Aykroyd
- Chevy Chase
- Jessica Lundy
- Robert Stack
- Dina Merrill